# Robert Gagné
Robert Mills Gagné (21 de agosto de 1916 - 28 de abril de 2002) era um psicólogo educacional estadunidense mais conhecido por seu livro "Como se realiza a aprendizagem". 
Ele foi pioneiro na ciência da instrução durante a Segunda Guerra Mundial quando trabalhou com os pilotos de treinamento do Air Corps do exército americano. Ele passou a desenvolver uma série de estudos e trabalhos que simplificaram e explicaram o que ele e outros acreditavam ser "boas instruções". Gagné também esteve envolvido na aplicação de conceitos de teoria instrucional ao desenho de treinamento baseado em computador e aprendizagem baseada em multimídia.